# Neuilly-en-Donjon
Neuilly-en-Donjon è un comune francese di 236 abitanti situato nel dipartimento dell'Allier della regione dell'Alvernia-Rodano-Alpi.

## Società

### Evoluzione demografica
Abitanti censiti